# Ateneul „Nicolae Bălănescu”
Ateneul „Nicolae Bălănescu” este un monument istoric aflat pe teritoriul municipiului Giurgiu.

## Galerie

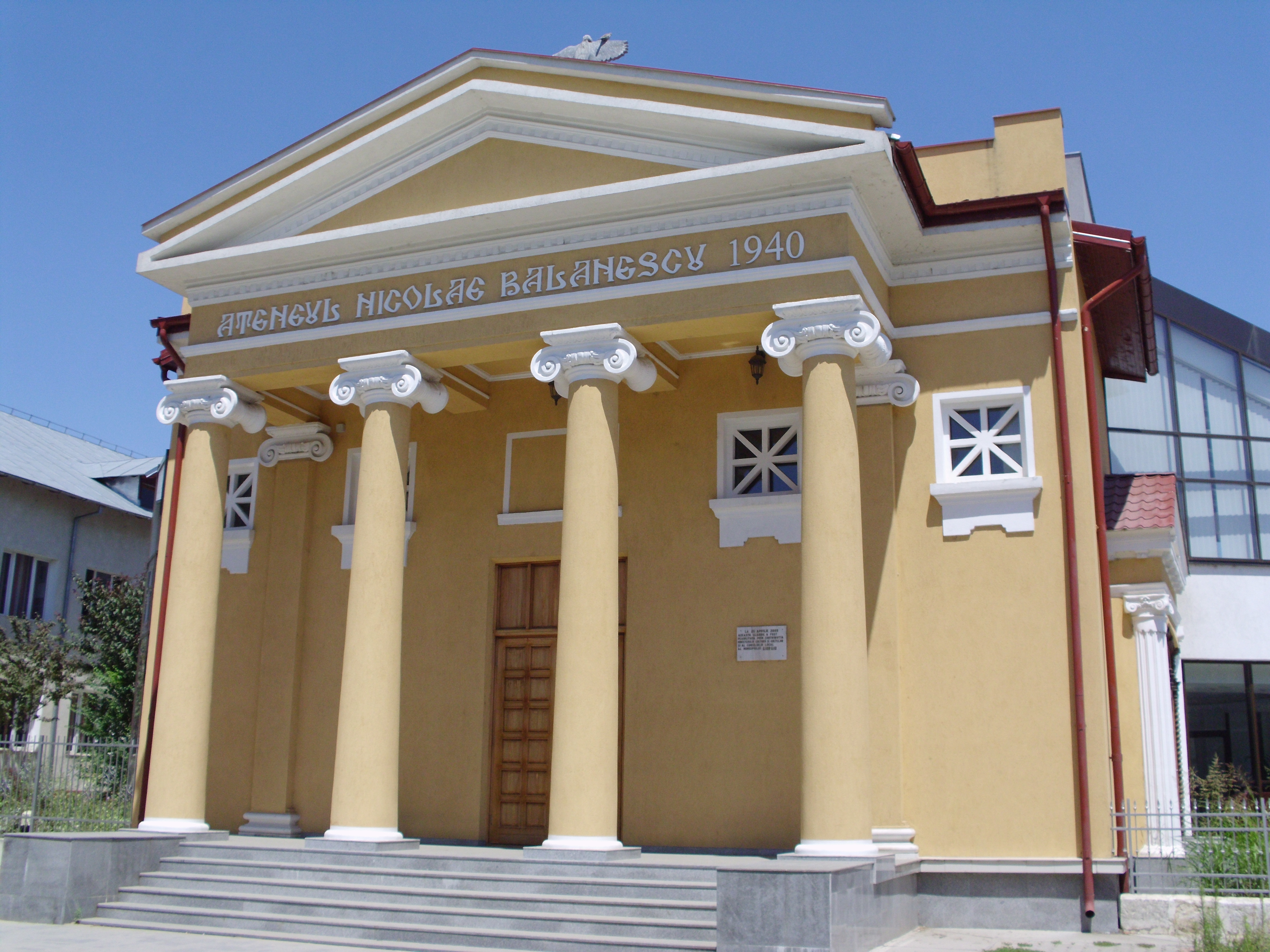
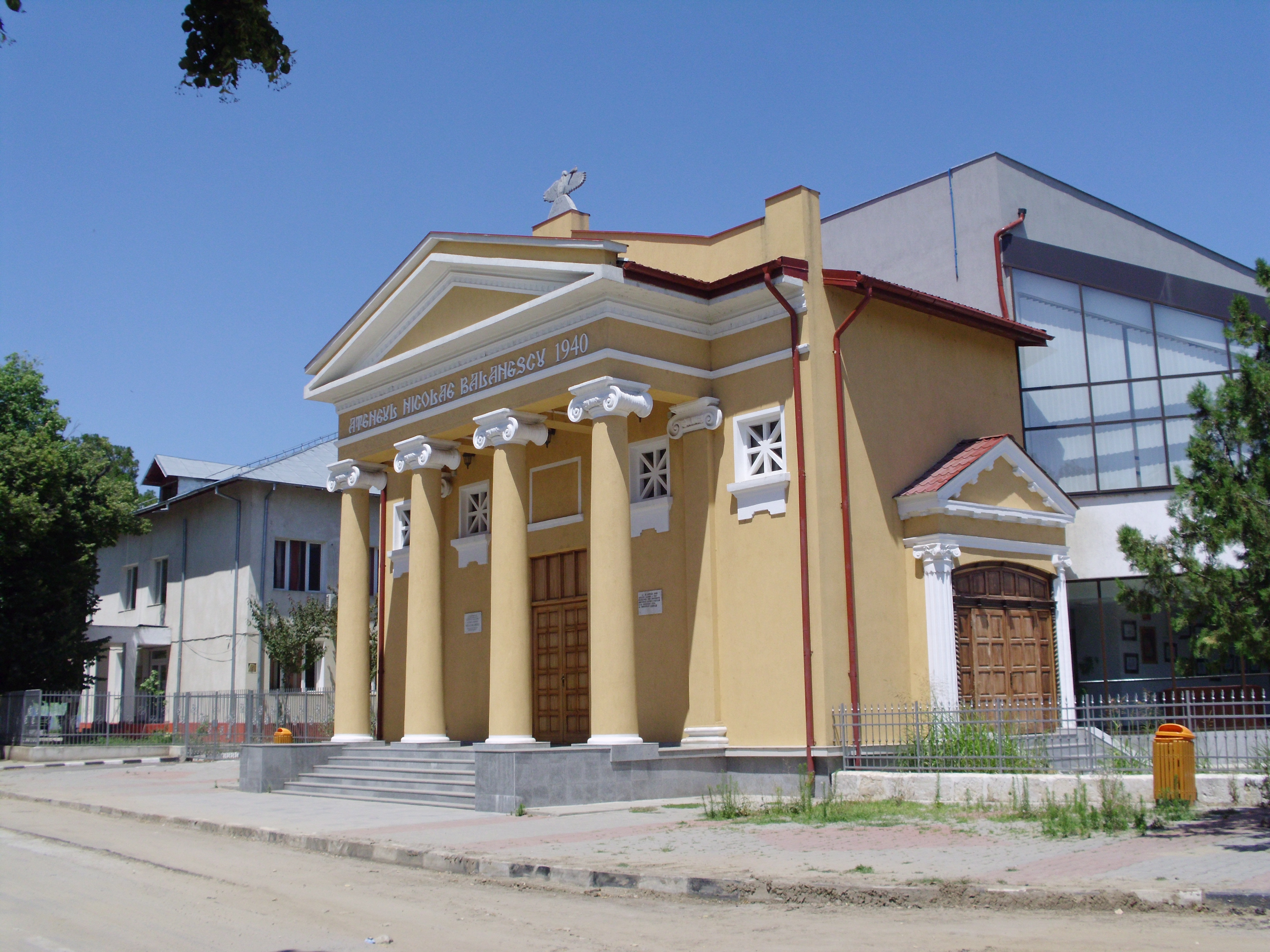
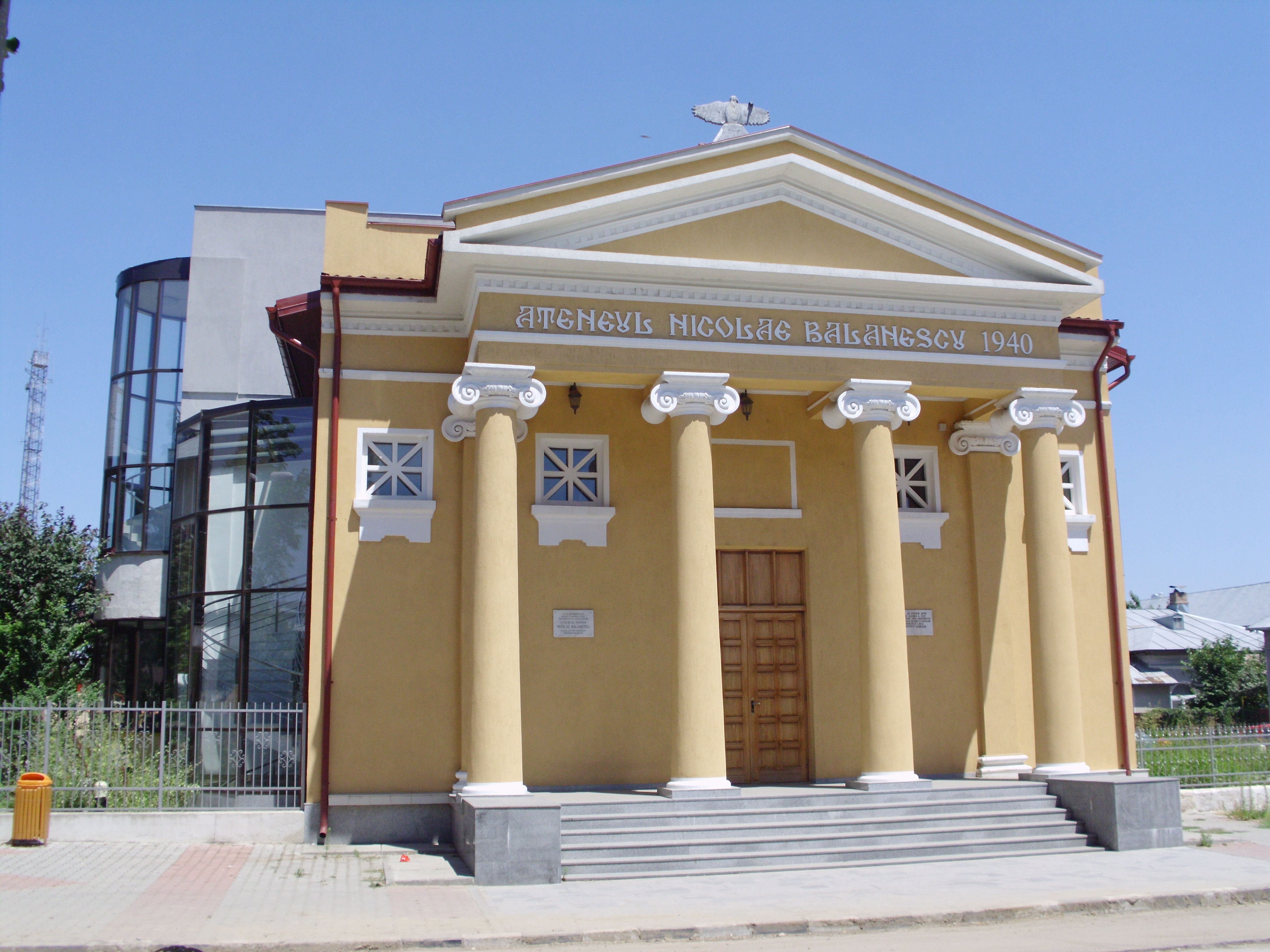
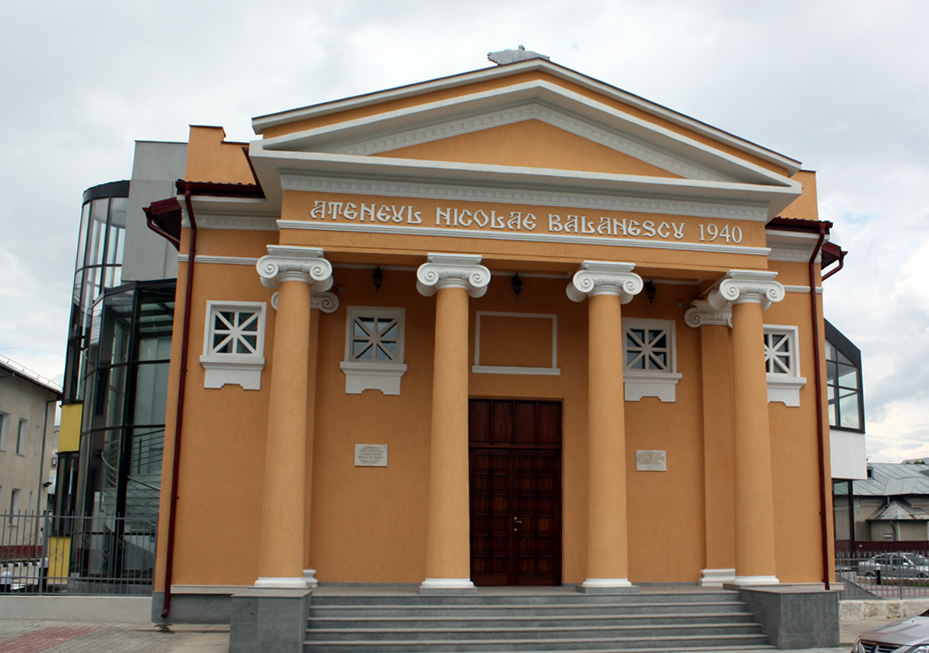
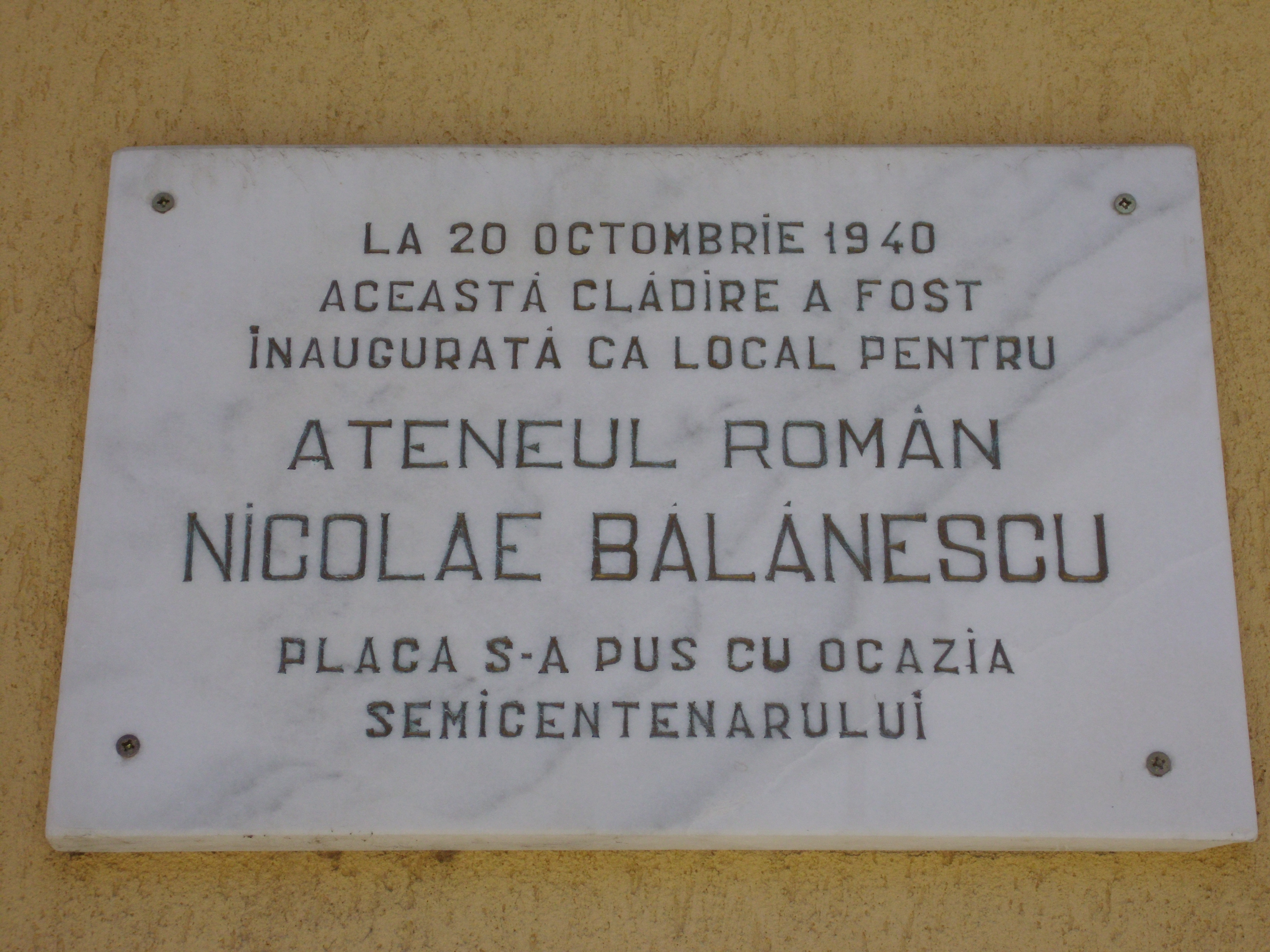